# سیستم جلوگیری از برخورد

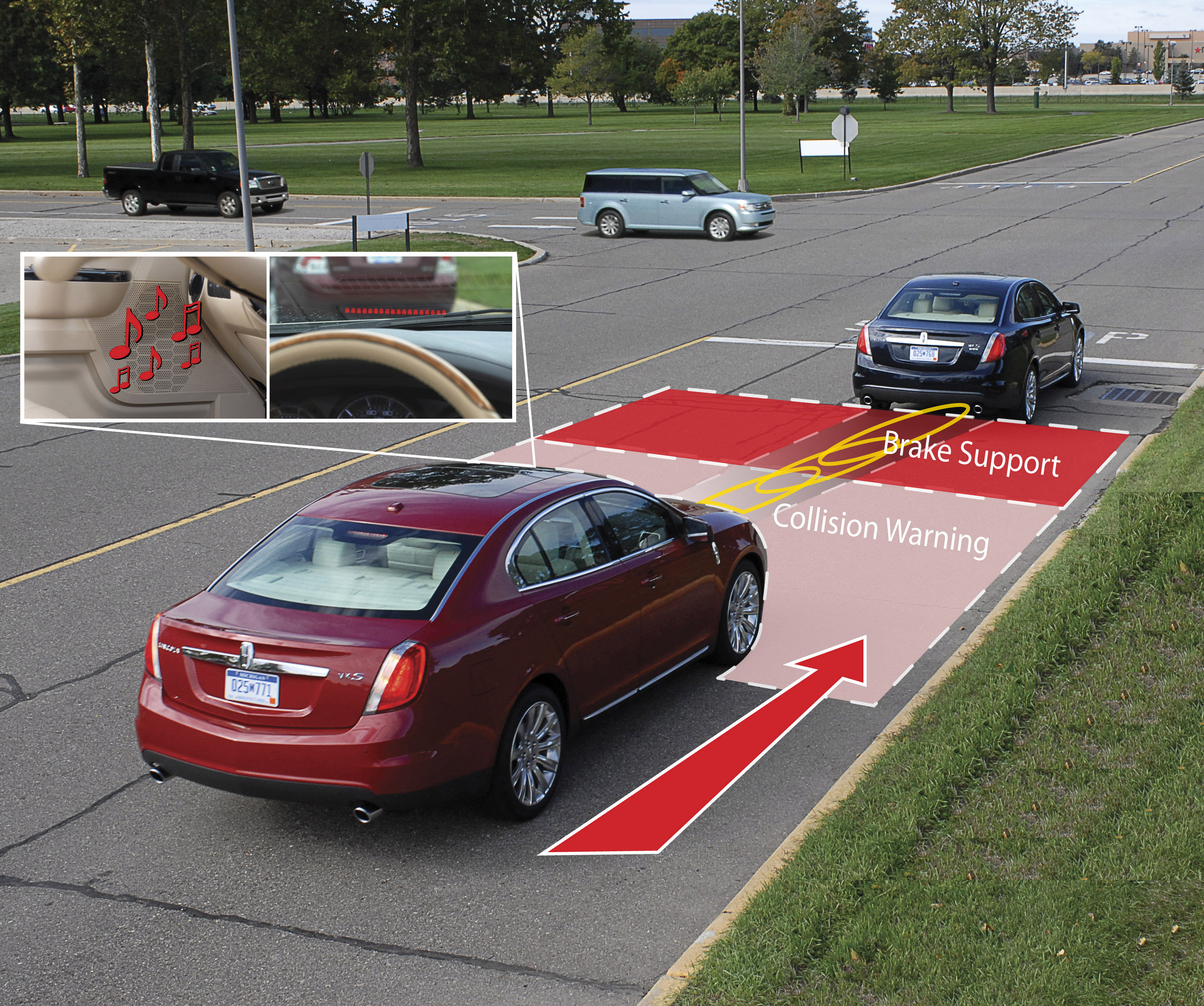
سیستم هشدار با فعال کردن ترمز در سال ۲۰۰۹

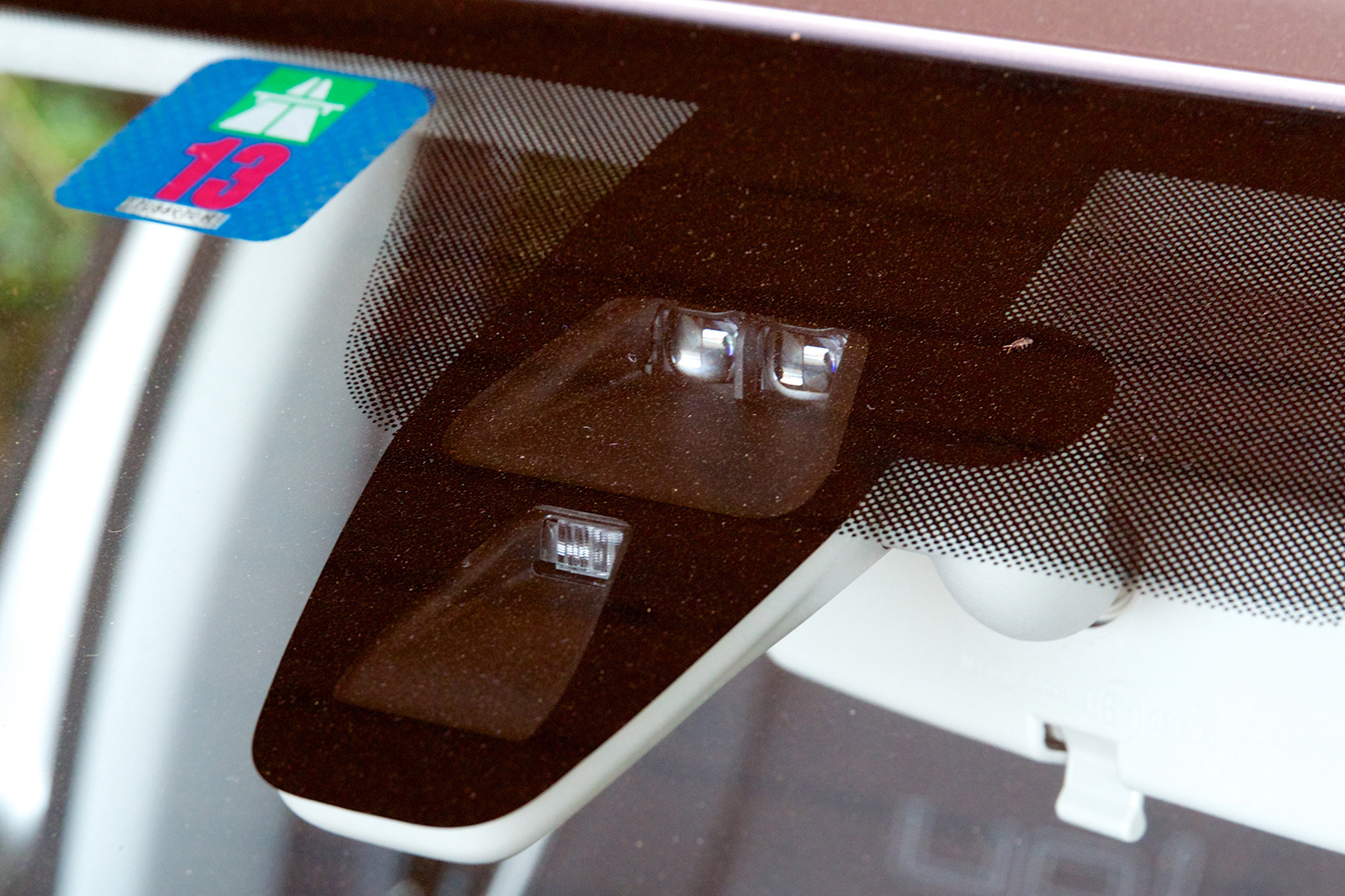
سیستم لیزر ولکس‌واگن

سیستم جلوگیری از برخورد (به انگلیسی: Collision avoidance system) در امنیت خودرو به سیستمی می‌گویند که با استفاده از سیگنال رادار یا اشعه لیزر یا حسگر یا دوربین، احتمال تصادف را تشخیص می‌دهد یا به راننده خودرو هشدار می‌دهد یا به‌طور خودکار وارد عمل شده و اقدام امنیتی را (مثلاً فعال کردن سیستم ترمز) انجام می‌دهد.